# Kōka
Kōka (弘化) fue una Era Japonesa posterior a la Era Tempō y anterior a la Era Kaei y abarcó desde el 5 de marzo(?) de 1844 hasta el 28 de febrero(?) de 1848. En esta Era reinaron 2 Emperadores: el Emperador Ninkō y tras su muerte su hijo el Emperador Kōmei.
Kōka es también el nombre de un pueblo localizado en el distrito de Shinghi, Japón.

## Cambio de Era
Debido al incendio en el Castillo Edo, el 2 de diciembre(?) del año 15 de la Era Tempō (1844), la era cambió y fue llamada Era Kōka (Kōka significa literalmente: "volviéndose extensa/vasta").

| Kōka       | 1.º  | 2.º  | 3.º  | 4.º  | 5.º  |
| Gregoriano | 1844 | 1845 | 1846 | 1847 | 1848 |

| Predecesor: Era Tempō | Era japonesa 2/12/1844 - 28/2/1848 | Sucesor: Era Kaei |

- Datos: Q1325317